# Wilhelm von Fermor

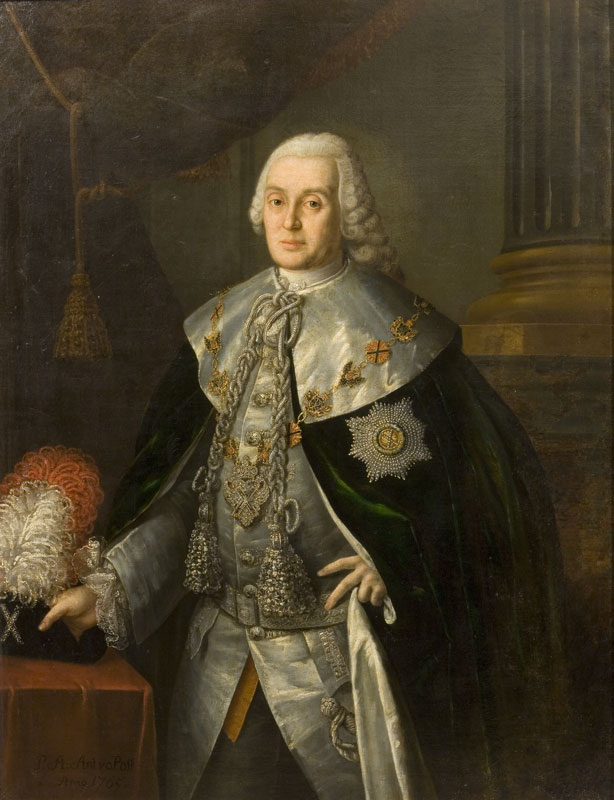
Wilhelm von Fermor

Wilhelm Graf von Fermor (mit vollem Namen: Wilhelm Georg von Fermor; russisch Виллим Виллимович Фермор; wissenschaftliche Transliteration Villim Villimovič Fermor, * 28. Septemberjul. / 9. Oktober 1702greg. in Pskow; † 8. Februarjul. / 19. Februar 1771greg. in Nītaure) war ein General der russischen Armee. Er stammt aus einer englisch-baltischen Familie.

## Leben
Wilhelm von Fermor trat 1720 in russische Kriegsdienste. 1725 wurde er zum Oberst befördert. Er zeichnete sich im Polnischen Thronfolgekrieg 1734 bei der Belagerung von Danzig und im 4. Russischen Türkenkrieg 1736 gegen die Türken aus. Im Januar 1740 wurde er zum Kommandanten von Wyborg ernannt und nahm als solcher am russisch-schwedischen Krieg in Finnland teil. Im Jahre 1746 zum Generalleutnant befördert, wurde er im selben Jahr zum Vorsitzenden der Baukanzlei in Sankt Petersburg bestellt. Er leitete diese Behörde, die den Bau der kaiserlichen Paläste beaufsichtigte, bis 1762. Im Jahre 1751 wurde ihm zudem das Generalkommando für Sankt Petersburg, Finnland und das Gouvernement Nowgorod übertragen. 1755 wurde er zum General en chef befördert.
Im Siebenjähriger Krieg führte Fermor 1757 der Hauptarmee unter Stepan Fjodorowitsch Apraxin ein Unterstützungskorps zu. Nach der Schlacht von Großjägersdorf, bei der er maßgeblich zum russischen Sieg beitrug, erhielt er 1758 den Oberbefehl über das russische Heer, nahm Thorn und Elbing ein und wurde als Generalgouverneur von Preußen installiert. Bis an die Ufer der Oder vordringend, belagerte er Küstrin, als ihn Friedrich II. am 25. August 1758 bei Zorndorf angriff und zum Rückzug nach Polen und Preußen zwang. Fermor soll sich angeblich stundenlang vom Schlachtfeld entfernt haben, möglicherweise aufgrund einer Verwundung, wodurch die russische Armee ohne Befehlshaber geblieben sein soll. Wo sich Fermor tatsächlich aufhielt und was geschah, bleibt unklar. Fermor schrieb sich jedenfalls den Sieg zu. Kaiserin Maria Theresia erhob ihn in den Grafenstand, und Kaiserin Elisabeth schenkte ihm zum Dank 1759 die livländischen Rittergüter Nitau (heute Nītaure in Lettland), Annenhof, Martzen und Moritzberg. Noch im selben Jahr wurde er in die Livländische Ritterschaft immatrikuliert. Bald darauf zog er sich nach Polen zurück, legte den Oberbefehl nieder und focht als Korpsgeneral unter Saltykow in der Schlacht bei Kunersdorf. Im Jahre 1760 übernahm er wieder eine kurze Zeit den Oberbefehl, als Saltykow krank war.
Nach dem Tode der Kaiserin Elisabeth (1762) wurde Fermor aus dem Militärdienst und als Direktor der Petersburger Baukanzlei entlassen. Ihre Nachfolgerin, Kaiserin Katharina II., ernannte ihn im selben Jahr zum Generalgouverneur von Smolensk und berief ihn 1764 zum Mitglied des Senats. 1768 nahm Fermor seinen Abschied und zog sich auf sein Gut Nitau zurück. Dort starb er 1771.